# Bassarabe IV da Valáquia
Bassarabe IV (Antes de 1458 - Glogova,13 de Julho de 1482) foi Príncipe da Valáquia por vários períodos, devido ao período conturbado que o país atravessava: 20 de Outubro de 1474 - 10 de Janeiro de 1475; Novembro de 1477 - 1 de Junho de 1480; 7 de Novembro de 1480 - 8 de Julho de 1481; 16 de Agosto de 1481 - 13 de Julho de 1482.

## Vida e reinado
Bassarabe era filho de Bassarabe II da Valáquia, ´sendo portanto parte da Casa de Bassarabe, da família dos Dăneşti, em conflito com os Drăculeşti, descendentes da mesma Dinastia.
Bassarabe ficou conhecido como O Jovem (em romeno:  cel Tânăr) e O Pequeno Empalador (em romeno:  Tepeluş), sendo que este último cognome se baseou no método com que castigava, idêntico ao de Vlad III, o Empalador.
O nome de Bassarabe aparece pela primeira vez numa situação política em 1474. O seu tio, Bassarabe III da Valáquia, havia sido deposto pelo rival, Radu o Belo. Bassarabe III pedira ajuda aos Principados da Moldávia e da Transilvânia. Mas foi esta última quem chegoi primeiro, mas não para apoiar Bassarabe III, mas sim a Bassarabe, seu sobrinho.
Enquanto isso, o exército valaquiano, sob ordens de Radu o Belo, sitiou a fortaleza de Teleajen, de Estêvão da Moldávia, o que exigiu a presença do mesmo. Em poucos dias, a guarnição é dizimada e a cidade queimada.
A nova batalha entre Radu e Bassarabe III dá-se a 5 de Outubro de 1474, e marca uma brilhante vitória deste último, que sobe uma vez mais ao trono. Porém, 15 dias depois, a 20 de Outubro, é novamente deposto, desta vez não por Radu, mas pelo exército transilvaniano, que apoiava Bassarabe, seu sobrinho, que sobe ao poder como Bassarabe IV.
Porém, Bassarabe IV também não se mantém muito tempo no poder. A 10 de Janeiro de 1475, um forte exército turco liderado por Radu depõe Bassarabe IV e coloca-o novamente no poder. Vendo que esta batalha poderia vir a ser o impulso para uma importante rota de invasão otomana à Moldávia, Bassarabe III põe Estêvão da Moldávia de sobreaviso. Bassarabe III, à cabeça de um corpo militar, impede um exército turco de 8 000 homens de invadir a Moldávia, esmagando-os numa batalha.
Bassarabe IV só retornaria ao trono após a deposição definitiva do tio, em Novembro de 1477. Com a ajuda de Estêvão III da Moldávia, procurou impor-se na Munténia como um aliado contra o Império Otomano. Logo após a sua subida em 1477, fez tréguas com o sultão Maomé II, o Conquistador e, em Junho de 1478, negociou a paz entre o Reino da Hungria e o Império Otomano. Participou a mando dos turcos, forçado por Ali Kodsha, na campanha na Transilvânia, onde teve de lutar contra o seu tio Bassarabe, ali exilado desde a sua abdicação. A campanha ficou marcada por uma derrota esmagadora na Batalha de Campul Pâinii, a 13 de Outubro de 1479.
A 1 de Junho de 1480, enfrenta uma nova deposição: Mircea, filho ilegítimo de Vlad II Dracul, sobe ao trono, e aí se mantém durante cinco meses. A 7 de Novembro desse ano, Bassarabe, numa nova investida, consegue expulsá-lo. Porém a instabilidade não terminara: no ano seguinte, a 8 de Julho, foi a vez de Vlad, o Monge, um outro filho ilegítimo de Vlad Dracul, lhe roubar o trono. Esta investida de Bassarabe seria mais eficaz: no mês seguinte, a 16 de Agosto, Vlad é também deposto.
Bassarabe teve, a partir daí, um curto momento de paz. Foi assassinado por boiardos de Mehedinţi (o local onde havia defrontado o seu tio), a 13 de Julho de 1482.

## Casamento e descendência
Bassarabe casou com Maria, de quem teve:
- Danciu (?), pretendente ao trono valaquiano entre 1508 e 1510.

Bassarabe teve, possivelmente, um filho ilegítimo de Neaga de Hotarani:
- Neagoe Bassarabe (1459 - 15 de Setembro de 1521), Príncipe da Valáquia, cuja paternidade é incerta: uns consideram Bassarabe IV seu pai; outros que essa paternidade foi apenas autoreivindicada, de modo a chegar mais facilmente ao poder, sendo que o seu pai seria Parvu Craiovescu, membro dos Craioveşti.